# Luciano Zuccoli
Luciano Zuccoli, pseudonym Luciana von Ingenheim (5. prosince 1868 Calprino, Švýcarsko – 26. listopadu 1929 Paříž), byl německo-italský spisovatel a novinář.

## Životopis
Hrabě Luciano Zuccoli von Ingenheim (italské příjmení bylo jeho matky, německé jeho otce) se narodil v jezerní vesnici Calprino v kantonu Ticino sousedící s Luganem, (od roku 1929 přijala jméno Paradiso). Ve své autobiografii vydané v roce 1924 se definoval jako neposlušný a panovačný, piják a svobodomyslný, zesměšňující a cynický.
Luciano byl představitel konzumní literatury a novinář: na konci 19. století založil a dva roky řídil Provincia di Modena. R. 1903 se ujal vedení Giornale di Venezia, které se r. 1906 sloučilo s Gazzetta di Venezia, jejímž byl ředitelem do roku 1912 a vystřídal Ferruccia Macola. Spolupracoval s Corriere della Sera, kde psal zprávy, povídky a román: L'occhio del fanciullo.
Zuccoli se ve svých románech zabývá napětím mezi smyslností a morálkou v prostředí vyšší třídy. Známá byla také jeho charakterová zobrazení žen, vytvořená pod vlivem Paula Bourgeta.
Jeho nejdůležitější kniha, s třiceti tisíci prodanými výtisky, byla Le cose più grandi di lui (1922).
Po sebevraždě své ženy se znovu oženil s velmi mladou ženou.
Zemřel v roce 1929 po zápalu plic v Paříži, kam se roku 1927 odstěhoval, aby sledoval francouzské překlady svých děl.

## Dílo
- I lussuriosi, Milano, L. Omodei Zorini Edit., 1893
- Il designato, Milano, L. Omodei Zorini Edit., 1894
- La morte d'Orfeo, Milano, Galli, 1896
- Roberta, Milano, Casa Edit. Brigola di E. Brigola e G. Marco, 1897
- Il maleficio occulto, Milano-Palermo, Remo Sandron, 1902
- Ufficiali, sottufficiali, caporali e soldati, Roma, Edizione della Rassegna Internazionale, 1902
- La vita ironica, Torino-Genova-Venaria Reale, Renzo Streglio e C. Tip. Edit., 1904
- La compagnia della leggera, Milano, Fratelli Treves, 1907
- L'amore di Loredana, Milano, Fratelli Treves, 1908
- Farfui, Milano, Fratelli Treves, 1909
- Donne e fanciulle, Milano, Fratelli Treves, 1911
- La freccia nel fianco, Milano, Fratelli Treves, 1913
- L'occhio del fanciullo, Milano, Fratelli Treves, 1914
- I piaceri e i dispiaceri di Trottapiano, Milano, Istituto Editoriale Italiano, 1914
- Vecchie guerre vecchi rancori, Ostiglia, La Scolastica, 1914
- Novelle prima della Guerra, Milano, Fratelli Treves, 1915
- L'amore non c'è più, Roma, Tiber Arti grafiche, 1916
- Baruffa, Roma, Tiber Arti grafiche, 1916
- La volpe di Sparta, Milano, Fratelli Treves, 1916
- Romanzi brevi: Casa Paradisi, Il giovane duca, Il valzer del guanto, Milano, Fratelli Treves, 1917
- L'oro e la donna: pagine di vita, Roma, M. Carra e C. di L. Bellini, 1918
- Per la sua bocca, Milano, Fratelli Treves, 1918
- Fortunato in amore, Roma, Casa Ed. M. Carra e C., di L. Bellini, 1919
- La divina fanciulla, Milano, Fratelli Treves, 1920
- I Drusba, Milano, Vitagliano, 1920
- Le cose più grandi di lui, Milano, Fratelli Treves, 1922
- Kif tebbi: romanzo africano, Milano, Fratelli Treves, 1923
- Il piacere di sognare, Roma, Casa Ed. M. Carra e C., di L. Bellini, 1923
- Luciano Zuccoli raccontato da Luciano Zuccoli, Milano, Modernissima, 1924
- La straniera in casa, Milano, Fratelli Treves, 1925
- La vita elegante, Milano, Treves, 1925
- Il peccato e le tentazioni, Milano, Fratelli Treves, 1926
- I ragazzi se ne vanno, Milano, Fratelli Treves, 1927
- Lo scandalo delle baccanti, Milano, Fratelli Treves, 1928
- Lo zar non è morto, Roma, Edizione Sapientia, 1929. (Romanzo collettivo, con il "Gruppo dei Dieci")
- Parisiana: aspetti e retroscena di Parigi, Milano, Fratelli Treves, 1930

### V češtině
- Po třetí – přeložil František Kroutil; in: 1000 nejkrásnějších novel... č. 31. Praha: J. R. Vilímek, 1912
- Malá Arabka – př. Adolf Felix. Praha: Jan Fromek, 1927
- Dítě hříchu: román – př. Karel Finek; s ilustracemi Stanislava Hudečka. Praha: Antonín Svěcený, 1931